# Mỹ nhân tư phòng thái
Mỹ Nhân Tư Phòng Thái (tiếng Trung: 美人私房菜, phiên âm: Mei Ren Si Fang Cai, tiếng Anh: Beauty Private Kitchen), là một bộ phim truyền hình cổ trang và tình cảm Trung Quốc, sản xuất bởi Chiết Giang Địa Quang ảnh thị. Phim được phát sóng ở Trung Quốc trên kênh An Huy TV và Chiết Giang TV từ ngày 4 tháng 12 năm 2016.

## Nội dung
Tại thời nhà Tống, Tống Ngọc Điệp - một hậu duệ dòng máu hoàng tộc có kỹ năng nấu ăn tuyệt vời và trở thành một đầu bếp nổi tiếng trong hoàng cung và cũng chính nơi đây cô đã rơi vào tình yêu với tướng quân Lý Mã - con trai kẻ thù của gia đình. Cô sẽ phải chọn giữa tình yêu hay trách nhiệm với con đường mà cô đã chọn?

## Bị ngừng phát sóng
Dù chỉ mới phát sóng được 1 tuần nhưng phim truyền hình Mỹ nhân tư phòng thái của Trịnh Sảng đã bị cắt giữa chừng để nhường sóng cho một dự án khác. Lý do phía đài truyền hình Chiết Giang đưa ra là vì rating Mỹ nhân tư phòng thái chỉ đạt mức 0,1% - thấp kỷ lục trong số những bộ phim đã được đài này phát sóng tính từ 50 năm trở lại đây. Thậm chí, có thời điểm, rating phim còn thấp hơn cả những mẫu quảng cáo sản phẩm phát trước đó.
Dù rất muốn tạo điều kiện cho Mỹ nhân tư phòng thái nhưng xét về hiệu quả kinh doanh, rating này khiến đài Chiết Giang mất đi lượng quảng cáo đáng kể. Ngay sau khi có thông tin của đài Chiết Giang, báo giới Hoa ngữ đã liên hệ với đoàn phim để xác nhận thông tin. Đại diện Mỹ nhân tư phòng thái chỉ chia sẻ rằng: "Về cơ bản thì đúng là như thế".
Bộ phim sẽ thay thế khung giờ phát sóng của Mỹ nhân tư phòng thái là Bắc Quảng Thượng vẫn tin vào tình yêu do Trần Nghiên Hy đóng chính. Ở một diễn biến khác, đài An Huy sẽ nhận phát sóng Mỹ nhân tư phòng thái từ ngày 9 tháng 12. Tuy nhiên, phim không được lên sóng vào khung giờ vàng, thay vào đó khán giả chỉ có thể theo dõi phim vào lúc nửa đêm. Theo weibo, lượt xem online của phim tính đến ngày 9 tháng 12 năm 2016 là 200 ngàn lượt. Mỹ nhân tư phòng thái do hãng phim Hoan Thụy Thế Kỷ và Thiên Quang Địa Ảnh Chiết Giang hợp tác sản xuất, Lương Tân Toàn đảm nhận vai trò đạo diễn. Phim từng được giới thiệu như phim bản Hoa ngữ của Nàng Dae Jang Geum. Phim lấy nội dung ẩm thực làm chủ đề, có sự góp mặt của Mã Thiên Vũ, Trịnh Sảng, Tưởng Nghị, Ngô Kỳ Giang, Vương Thuần.

## Diễn viên
- Trịnh Sảng vai Tống Điệp
- Mã Thiên Vũ vai Lý Mã
- Bạch Vũ vai Lữ Phi
- Tưởng Nghị vai Triệu Nguyên Khanh
- Ngô Kỳ Nhan vai Nhan Trạch Lợi
- Vương Thuần vai Lâm Cơ Nhi